# レオン (メキシコ)
レオン（León）はメキシコのグアナフアト州の都市である。レオン基礎自治体の人口は172万人（2020年）である。州内最大の都市だが州都ではない。メキシコシティの330km北西、グアダラハラの180km東に位置しており、工場生産や物流の拠点に最適な地域と見られている。伝統的には靴関連産業の集積地である。
レオンは環境問題の取り組みに熱心な自治体で、メキシコで最も自転車道が整備された都市である。また、メキシコで初めてバス・ラピッド・トランジットを導入した。

## 歴史
レオン地域には、古典期以前のメソアメリカ時代から続く、異なる10の考古学ゾーンがある。これらのほとんどはチュピクアロ(Chupícuaro)文化であると考えられている。古典時代までに、テオティワカンとトルテカの影響を受けた。13世紀に、グアマレ(Guamare)とグアチチル(Guachichil)のサブグループの大部分であるチチメカ族が、現在のサン・ルイス・ポトシ地域から移住し、その地域を制圧した。彼らは植民地時代を通じて、そこに残留した。
1530年、ヌーニョ・ベルトラン・デ・グスマンは、同盟関係にあったタラスコ・インディアンとともに同地域に到着し、ヌエストラ・セニョーラと命名した。ヌエバ・ガリシア総督のフランシスコ・バスケス・デ・コロナドによって、スペイン人のRodrigo de VázquezとJuan de Jassoに、自作農地が与えられた。1546年頃農業と牧畜がスペイン人によってこの地域に導入されたが、入植者達にとって、スペイン人を侵略者と考えていたチチメカ族が常に脅威であった。入植者は、メキシコシティの総督からの援助を要請した。
その返答として、Martín Enríquez de Almanza総督が、1575年にレオンという名の都市を設立するよう指示した。命令を実行するために、Juan Bautista de Orozcoは、1576年1月20日にレオン村を創設し、最初の議会を創設し、最初の通りを敷設した。1580年に、「alcadía mayor」の地位を獲得た。これは、シエラ・デ・コマンジャからレルマ川までの土地やそれを取り巻く小さな町の多くを支配するという意味である。例えば、この地域に他の2つの町、サンミゲル(San Miguel)、Coecilloが設立された。サンミゲルではスペイン人がオトミ族を定住せ、Coecilloではスペイン支配に反抗していないタラスコ族、メシカ、チチメカ族を定住させた。この地域の人口が増加するにつれて、サンフランシスコ・デル・リンコン（San Francisco del Rincón）、プリシマ・デル・リンコン（Purísima del Rincón）（プリシマ・コンセプシオン(Purísima Concepción)）、Cd. Manuel Doblado（San Pedro Piedra Gorda）、Huanímaro、Abasolo、Cuerámaro、Pénjamoなどの多くの自治体が、分かれていった。
1582年、San Cosme y San Damiánの最初の病院が、Espino神父により設立された。
1731年にイエズス会がレオンに到着し、現在は無原罪の寺院の場所である「Compañía Vieja」を創設した。イエズス会は、その後大聖堂となる新集団の寺院を建設したが、1767年にメキシコから追放されたため、建設が終了しなかった。1732年7月2日に、最も聖なる光の聖母(Madre Santísima de la Luz)の像がもたらされた。彼女は、1849年に市の守護聖人と宣言された。
この地域の人々は、1643年の疫病、1630年と1712年-1714年の干ばつ、1714年と1786年の飢饉、1637年、1749年、1762年および1803年に洪水に襲われた。

## 姉妹都市
- レオン, スペイン
- サンディエゴ, 米国

## 交通
- グアナフアト国際空港が20km南東に立地している。